# Голубянка Некрутенко
Голубянка Некрутенко (лат. Polyommatus (Agrodiaetus) yurinekrutenko) — вид бабочек из семейства голубянки.

## Этимология
Видовое название дано в честь советского и украинского энтомолога (лепидоптеролога) Юрия Павловича Некрутенко (1936—2010), исследователя фауны чешуекрылых Кавказа, Крыма, Украины, автора известных работ по лепидоптерофауне этих территорий.

## Ареал и места обитания
Эндемик центральной части предгорий Кавказа. Встречается в окрестностях Кисловодска и Пятигорска, ст. Подкумок, на хребте Боргустан, Кабардинском хребте, горе Джинал (Ставропольский край) в Кабардино-Балкарии (окрестности села Верхняя Балкария).
Бабочки населяют лугово-степные, хорошо прогреваемые горные ландшафты, щебнистые участки с крайне разреженной ксерофильной растительностью, аридные степные участки на высотах от 600 до 1600 метров над уровнем моря.

## Биология
За год развивается одно поколение. Время лёта в июле. Бабочки встречаются локальными компактными малочисленными популяциями. Изредка они встречаются около небольших террас по юго-восточным склонам холмов. Бабочки активными с около 8 утра при яркой солнечной погоде и сразу начинают быстро летать над склонами. В ветреную погоду сидят в основном на растительности. Бабочки крайне редко присаживаются на цветущие бобовые и губоцветные растения, на листья и стебли злаков. Самки откладывают яйца по-штучно на стебли Ксантобрихиса Васильченко (Xanthobrychis vassilczenkoi) — кормового растения гусениц этого вида. Яйцо сплюснутое голубовато-зеленоватого цвета. Стадия яйца около 7 дней. Гусеницы не питаются и зимуют на первом возрасте в основании растения или под землей. Весной начинают кормиться на молодых листьях, ближе к точке роста. Гусеница голубовато-зеленоватая. Характеризуются особенностью питания — они никогда, даже на старших возрастах, не обгрызают листовую пластину с краю, а проедают в ней дыры. Окукливаются в верхнем слое почвы или в подстилке. Куколка около 1 см в длину, зеленовато- голубоватая, с белесым желтоватым оттенком в области груди, блестящая. Стадия куколки около 20 дней.